# تاتسويا كوغيما
تاتسويا كوغيما (باليابانية: 小嶋達也؛ بالكانا: こじま たつや) هو لاعب كرة قاعدة ياباني، ولد في 7 أكتوبر 1985 في سويتا في اليابان.

## وصلات خارجية
- تاتسويا كوغيما على موقع الدوري الياباني لكرة القاعدة (الإنجليزية)
- تاتسويا كوغيما على موقعبيزبول رفرنس.كوم (الدوري الثانوي) (الإنجليزية)